# Stare Chrapowo (przystanek kolejowy)
Stare Chrapowo – nieczynny przystanek kolejowy w Starym Chrapowie w powiecie pyrzyckim, w województwie zachodniopomorskim, w Polsce.